# Соколов, Иван Михайлович (партийный деятель)
Иван Михайлович Соколов — советский хозяйственный, государственный и политический деятель.

## Биография
Родился в 1903 году. Член КПСС.
С 1920 года — на хозяйственной, общественной и политической работе. В 1920—1946 гг. — комсомольский, хозяйственный и партийный деятель в городе Москве, первый секретарь Ростокинского райкома ВКП(б) города Москвы, секретарь Московского городского комитета ВКП(б), секретарь исполкома Московского городского Совета депутатов трудящихся, первый секретарь Калининского райкома ВКП(б) / КПСС города Москвы.
Избирался депутатом Верховного Совета РСФСР 2-го созыва.
Делегат XVIII, XIX и XX съезда КПСС.
Умер в 1978 году в Москве.